# Harald Vogel

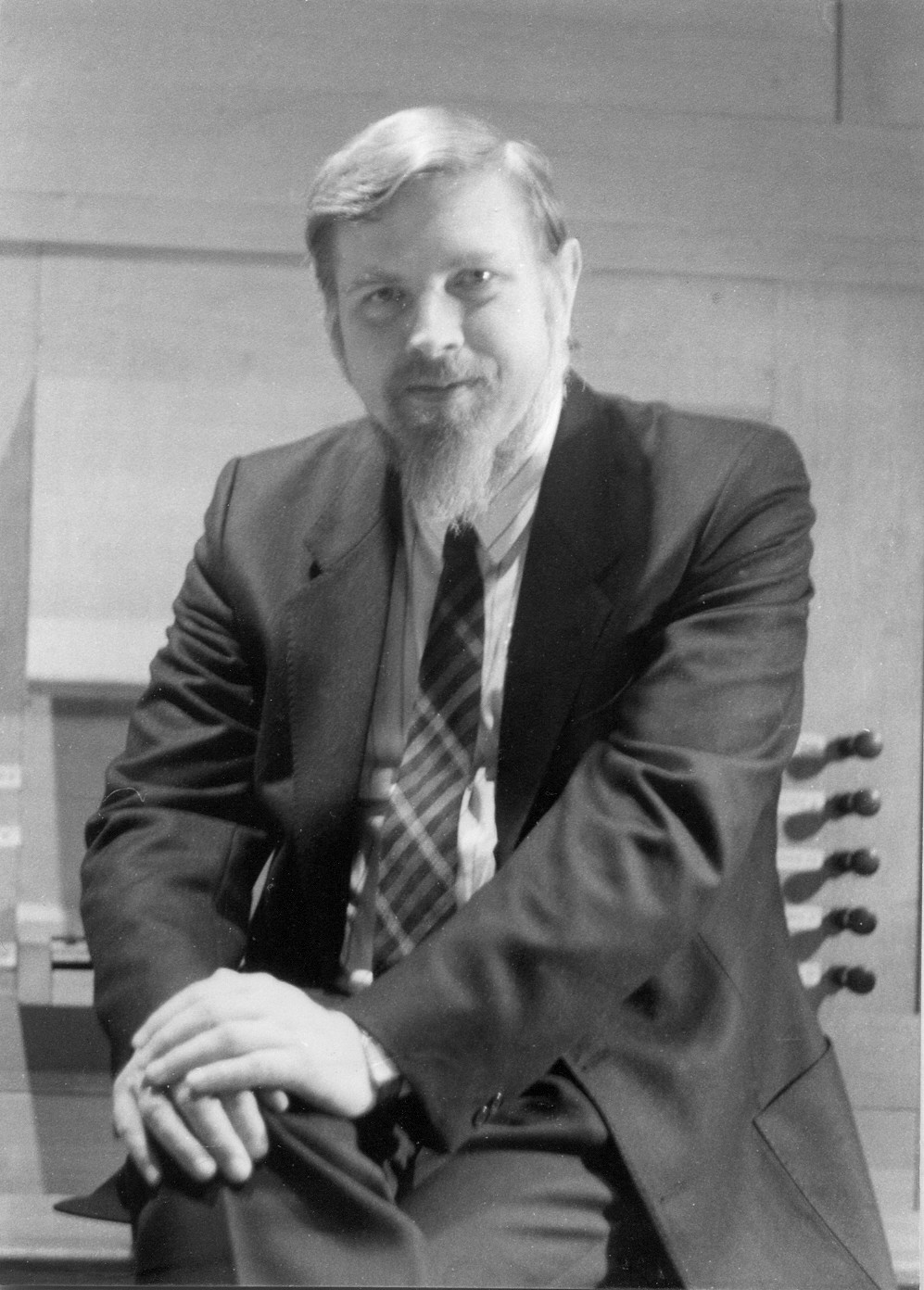
Harald Vogel, 1990

Harald Vogel, född 21 juni 1941, är en tysk organist. Han är ledande inom den tyska orgel- och klavertraditionen från renässans och barock. Sedan 1994 är han professor vid konsthögskolan i Bremen.
Han har anlitats som rådgivare för flera orgelprojekt, till exempel för nybyggda barockorgeln i Örgryte nya kyrka och för det så kallade Övertorneåprojektet, en dokumentation, rekonstruktion och restaurering av barockorgeln i Övertorneå kyrka mellan 1991 och 1999.
Harald Vogel utsågs till filosofie hedersdoktor vid Luleå tekniska universitet 2008.